# Afridi (pachtounes)
Pour les articles homonymes, voir Afridi.
Afridi est le nom d'une tribu pachtoune. Elle est localisée dans la région de la passe de Khyber entre l'Afghanistan et le Pakistan.

## Étymologie et origines

### Étymologie
Hérodote, dans ses histoires, fait mention d'une tribu indienne connue sous le nom d'Aparytai (en grec : Ἀπαρύται). Sous l'empire Achéménide, la tribu vivait dans la satrapie d'Arachosia. Le géographe britannique Thomas Holdich et son compatriote Olaf Caroe, ont établi un lien entre cette tribu indienne citée par Hérodote, et l'actuelle tribu des Afridi : 

"Les Sattagydae, Gandarii, Dadicae et Aparytae (Ἀπαρύται) payèrent ensemble cent soixante-dix talents ; c'était la septième province."  
 
Hérodote, Les Histoires, Livre III, Chapitre 91, Section 4 

### Origines
L'archéologue hongrois Aurel Stein décrit les afridis comme étant une tribu au teint pâle ; cette caractéristique, que l'on retrouve chez les peuples voisins de langues dardiques, la distingue des autres tribus afghanes vivant de l'autre côté de la passe de Khyber, et dont le teint est décrit par ce même archéologue comme étant plus sombre : cela renforce l'idée d'une éventuelle origine dardanique de la tribu Afridi. 
- Notices d'autorité :   - LCCN
  - Israël